# Magdalena's lied
Magdalena’s lied is een compositie van Alfred Schnittke.
Het is het enige lied van Schnittke dat hij schreef op tekst van Boris Pasternak. De Russische componist kreeg inspiratie voor dat lied door het lezen van een illegale versie van de roman Dokter Zjivago van Pasternak. Het boek was destijds verboden in de Sovjet-Unie. Hij probeerde daarop meer gedichten van Pasternak te bemachtigen, schreef ze over en bewaarde ze. Hij begon aan toonzettingen onder de teksten voor wat een liederencyclus zou moeten worden, maar uiteindelijk bleef het beperkt tot een toonzetting bij een gedicht. In 1977 zou het werk voor het eerst in de concertzaal te horen zijn, maar Schnittke trok het vlak voor de uitvoering terug. Hij vond zijn eigen artistieke prestatie in het niet vallen bij de tekst, was zijn uitleg.
Bij het opruimen van zijn woning in Hamburg en het verplaatsen van archieven kwam het werkje boven tafel en werd het in 2009 alsnog uitgevoerd en opgenomen. Daarna verdween het weer in de vergetelheid.